# Yelling to the Sky
Yelling to the Sky es una película dramática del 2011, escrita y dirigida por Victoria Mahoney. La película se estrenó, en competición en el 61 º Festival Internacional de Cine de Berlín y fue nominada al Golden Bear.

## Argumento
La película comienza con una tranquila, estudiosa, estudiante de secundaria, Sweetness O'Hara en su bicicleta con un amigo por la calle, cuando matón del barrio Latonya, su novio y amigos comienzan metiéndose con ella. El novio amenaza con tomar su bicicleta, a menos que ella le puede ganar en una carrera a un árbol por la calle. Sweetness O'Hara de acuerdo, de retirarse corriendo. El matón se acerca por detrás y la empuja al suelo, procediendo a darle una patada. La hermana mayor, aún embarazada Sweetness O'Hara, viene a su rescate, golpeando a los matones.
Las chicas vuelven a casa, su madre emocionalmente inestable, Lorene, y cuidado, pero el padre violento, Gordon. Después de un altercado entre los padres, Lorene despega, diciendo dulzura que ella iba a volver. Gordon se quita, así, con Sweetness O'Hara diciendo que ella deseaba que él se quedó donde fuera que iba.
Unos días más tarde, como Ola está ayudando Sweetness O'Hara con su tarea y planchado de ropa, Gordon regresa. Él golpea Ola tras su decisión de llevar una chaqueta interior de la casa. Ola luego empaca y se muda con su libertad condicional-ración, novio abusivo y papá del bebé, dejando Sweetness O'Hara con sólo su padre. Pasan los meses y Ola regresa con una niña llamada Esther. No mucho tiempo después, Lorene vuelve así, en un estado ausente de la mente.
En la escuela, su director, el Sr. Coleman, sin saberlo, protege Dulzura de recibir una paliza por Latonya y sus amigos, Fatima y Jojo, preguntando por su hermana y preguntar cómo estaba. Las chicas entregan una carta escrita a su padre, diciendo que su hermano ha pasado en su sueño. Después de que su padre les avergüenza delante de sus amigos, Dulzura anuncia que ella odia a su padre, a su hermana, ya que caminar a casa. De vuelta a casa, con Gordon ausente, Ola persigue a Lorene, que tiene distraídamente salió de la casa. La dulzura se frustra en la forma en que sus vidas van y decide tomar medidas.
A la mañana siguiente, Dulzura y su padre se pelean debido a su uso de maquillaje para la escuela. Ella se defiende, hablando hacia atrás y lanzando una botella de pegamento a él, diciéndole que era la última vez que la había golpeado. Ella comienza la venta de drogas, con la ayuda de un distribuidor local de drogas y amigo, Roland, que se resiste. Ella lo convence diciéndole que no es para el gasto extra, sino para ayudar a su familia. Él está de acuerdo.
Ella comienza a pasar el rato con Fátima y Jojo, después de comprar los medicamentos de ella. Ella lucha Latonya en la escuela, lo que termina en conseguir Dulzura suspendido. Ella ve Latonya en la escuela más tarde, llevando libros y de ir a clase, que simboliza cómo los papeles se han invertido entre las niñas desde el comienzo de la película.
Durante un negocio de drogas, Sweetness junto con Roland, le dice que se quede. Ella entra a la habitación de hotel, en contra del consejo de Roland, y se siente por uno de los traficantes de drogas. Los dos consiguen escapar el negocio de drogas fallida, y casi son arrestados en el proceso. Cuando Roland cae Sweetness O'Hara fuera, ella lo besa, pero él lo rechaza.
Unos días más tarde, mientras que las niñas y Roland están en la escuela y jugando al baloncesto, los dos chicos de la venta de drogas no conducen por disparar y Roland, muere al instante. La Sweetness O'Hara se culpa por el tiroteo, al darse cuenta de que si no hubiera entrado en la habitación del hotel, él todavía estaría vivo. Ella se enoja destruye su dormitorio compartido de Ola, y se va con él, en el auto de Ola a una fiesta. De camino a casa, en estado de ebriedad y en lo alto de Coca-Cola y malezas (y después de perder su virginidad),  Sweetness O'Hara en el auto , con la promesa de pagar a su hermana hasta el último centavo.
Después de ayudar a su padre poner puntos de sutura en una herida en la cabeza, una noche, su padre empieza a ser menos violento con su familia. Él ve Sweetness O'Hara bebiendo con sus amigos en la calle un día, pero no se enoja cuando ella regresa a casa esa noche. Él la sigue a la escuela y espera a su regreso a casa. Ella expresa su frustración con él, exigiendo saber lo que quiere. Él le dice que está preocupado por ella y que está aquí por ella ahora, todos con su respuesta "demasiado tarde".
Al darse cuenta de su futuro si se queda en su barrio, ella empieza a cambiar las cosas. En primer lugar, mediante la solicitud de la universidad, pidiendo disculpas a Latonya (quien no lo acepta), y optan por quedarse en casa y lavar los platos en vez de salir con sus amigas.
La película termina con ella y su padre, a medio camino entre su escuela y la casa, con él diciendo que él va a caminar con ella al día siguiente. Ella ofrece reunirse con él hasta la mitad (a causa de su cadera), pero él se niega. Ella empieza a llorar y los dos abrazan, desvaneciéndose poco a poco a los créditos.

## Reparto
- Jason Clarke como Gordon O'Hara.
- Zoë Kravitz como Sweetness O'Hara.
- Gabourey Sidibe como Latonya Williams.
- Tim Blake Nelson como Coleman.
- Sonequa Martin-Green como Jojo Parker.
- Marc John Jefferies como Lil 'Man.
- Antonique Smith como Ola O'Hara.
- Shareeka Epps como Fatima Hariis.
- Billy Kay como Dobbs.

## Recepción
El papel comercial de primer orden EE. UU. la industria, Variety , dijo de la película, "Yelling to the Sky" cuenta con una voz como director fuerte. Victoria Mahoney fue claramente impulsada por un verdadero regalo creativo, y escapó tales restricciones para desatar está afectando.
Una revista cineasta nombró a Mahoney uno de los 2.010 "25 nuevos rostros del cine independiente", dijo de la película, "Un poderoso debut, emocionalmente matizada. Mahoney, quien ha dibujado buenas actuaciones de sus actores, tiene una comprensión sofisticada y empática de los personajes juegan ".